# Жнецы (пьеса)
«Жнецы» (др.-греч. Θερισταί) — сатировская драма древнегреческого драматурга Еврипида, впервые поставленная на сцене в 431 году до н. э. вместе с трагедиями «Медея», «Филоктет» и «Диктис». На драматических состязаниях этот цикл занял только третье место — после пьес Евфориона и Софокла.
Текст «Жнецов» был полностью утрачен уже во времена Аристофана Византийского (около 200 года до н. э.). Существует мнение, что «Жнецы» — это альтернативное название пьесы «Силей», несколько фрагментов текста которой уцелели.